# عبود قنبر
عبود قنبر (1945-)، عسكري عراقي. عينه رئيس الوزراء نوري المالكي في 13 يناير 2007 قائداً عراقياً لقيادة عمليات بغداد، التي تسيطر على جميع قوات الأمن العراقية في بغداد (باستثناء قوات العمليات الخاصة العراقية) وكانت مسؤولة عن تأمين العاصمة وهو من مدينة العمارة في جنوب العراق.
تخرج من الكلية العسكرية العراقية عام 1966 وصنفه مشاة بحري حصل على شارة الاركان من كلية الاركان العراقية عام 1976 وكان برتبة رائد ركن تدرج بالمناصب من امر سرية عام 1967 إلى ان أصبح في نهاية الثمانينيات امر لواء المشاة البحري برتبة عميد ركن.

## حرب الخليج الثانية 1991
كان له دور بارز في حرب الخليج الثانية عام 1991 عندما كان لواؤه مسيطرا على جزيرة الفيلكة الكويتية وجاءت الاوامر بوقف اطلاق النار من القيادة العراقية في حينه لكنه لم يعلم بهذا الامر لانقطاع الاتصالات بين قطعات الجيش العراقي وظل يقاوم ويدافع عن الجزيرة لمدة يومين وعند وصول نبأ وقف اطلاق النار والانسحاب تم اسره من قبل القوات المتعددة الجنسيات وبعد انتهاء حرب الخليج 1991 تم تكريمه من قبل الرئيس العراقي السابق صدام حسين للبطولة التي ابداها في حرب الخليج وتمت ترقيته إلى رتبة لواء ركن عين بعدها في عدة مناصب مهمة في الجيش منها في المفتشية العسكرية وكان اخر منصب يتسلمه هو مدير صنف المشاة الذي يعتبر من أهم الصنوف في الجيش وبقية في هذا المنصب حتى سقوط النظام في 9 نيسان 2003 وحل الجيش العراقي بموجب امر الحاكم المدني للعراق بول بريمر.

## بعد عام 2003
عاد الفريق أول الركن عبود كنبر إلى الخدمة في الجيش برتبة لواء ركن عام 2006 وعين بمنصب مدير مكتب القائد العام للقوات المسلحة حتى نهاية نفس العام.

## قائد عمليات بغداد (فرض القانون)
في نهاية عام 2006 ومطلع عام 2007 انطلقت خطة فرض القانون في العاصمة بغداد التي كانت تسيطر عليها التنظيمات الارهابية والمليشيات المسلحة وقد اختير لمنصب قائد عمليات بغداد اللواء الركن عبود قنبر من قبل رئيس الوزراء والقائد العام للقوات المسلحة العراقية في ذلك الوقت نوري المالكي وادت خطة فرض القانون بالسنة الأولى من انطلاقها إلى تغيير ملحوظ وجيد في الاوضاع الامنية حيث عادت الحياة إلى العاصمة بغداد وتمكنت قوات الأمن العراقية من فرض السيطرة على كثير من مناطق العاصمة وبسط نفوذها بعد ان كانت مدينة تحكمها التنظيمات الارهابية والمليشيات والخارجون عن القانون. في عام 2007 تم ترقية اللواء الركن عبود قنبر إلى رتبة فريق ركن وبعد عام أي في 2008 رقي إلى رتبة فريق أول ركن تقديرا للنجاحات الامنية الكبيرة التي حققها في بسط الامان والاستقرار في العاصمة بغداد.
في نهاية العام 2009 عين الفريق أول الركن عبود كنبر هاشم بمنصب معاون رئيس اركان الجيش للعمليات وفي العام 2013 عين قائد العمليات المشتركة المسؤولة على جميع قيادات العمليات في عموم العراق إضافة إلى منصبه كمعاون لرئيس اركان الجيش العراقي. أحيل في 2014 على التقاعد من قبل رئيس الوزراء العراقي حيدر العبادي، وذلك بعد شبهات واسعة حول دور كنبر في سقوط الموصل في يونيو 2014.